# Причард (Алабама)
Причард (англ. Prichard) — город в США, на юго-западе штата Алабама, в округе Мобил.

## География
Площадь города составляет 65,8 км², из них 0,3 км² занимают открытые водные пространства. По своей сути является северным пригородом города Мобил.

## Население
Население города по данным на 2013 год — 22 399 человек.
Население города по данным переписи 2010 года — 22 659 человек. Плотность населения — 346 чел/км². Расовый состав: белые (12,47 %); афроамериканцы (85,80 %); коренные американцы (0,38 %); азиаты (0,08 %); жители островов Тихого океана (0,00 %); представители других рас (0,36 %) и представители двух и более рас (0,90 %). Латиноамериканцы всех рас составляют 0,75 % населения.
26,0 % населения города — лица в возрасте младше 18 лет; 11,6 % — от 18 до 24 лет; 21,6 % — от 25 до 44 лет; 27,6 % — от 45 до 64 лет и 13,2 % — 65 лет и старше. Средний возраст населения — 36 лет. На каждые 100 женщин приходится 85,5 мужчин. На каждые 100 женщин в возрасте старше 18 лет — 80,5 мужчин.
Средний доход на домохозяйство — $23 894, средний доход на семью — $29 100, средний доход на душу населения — $13 137. Около 28,7 % семей и 33,7 % населения живут за чертой бедности.
Динамика численности населения города по годам:
| 1950   | 1960   | 1970   | 1980   | 1990   | 2000   | 2010   |
| ------ | ------ | ------ | ------ | ------ | ------ | ------ |
| 19 014 | 47 371 | 41 578 | 39 541 | 34 311 | 28 633 | 22 659 |